# Cissus pseudopolyanthus
Cissus pseudopolyanthus är en vinväxtart som beskrevs av Gottfried Wilhelm Johannes Mildbraed. Cissus pseudopolyanthus ingår i släktet Cissus och familjen vinväxter. Inga underarter finns listade i Catalogue of Life.